# Wielka Synagoga Chóralna w Lipawie
Wielka Synagoga Chóralna w Lipawie (łot. Liepājas Lielā horālā sinagoga) – nieistniejąca synagoga, która znajdowała się w Lipawie na Łotwie, na ulicy Pētera 13 (obecnie Kuršu 11/13). Synagoga powstała w latach 1870–1873 i została zniszczona w lipcu 1941 roku podczas okupacji niemieckiej Łotwy w trakcie II wojny światowej.

## Historia
Synagoga została wzniesiona w latach 1870–1873 przy ulicy Pētera 13 (obecnie Kuršu 11/13). Budowla została zaprojektowana w stylu neorenesansowym, wzorując się na synagodze przy Oranienburger Straße w Berlinie. Stanowiła główną świątynię żydowską miasta i była największą spośród 12 synagog oraz domów modlitwy działających w Lipawie w okresie przedwojennym. Była uznawana za jedną z najbardziej okazałych i wartościowych pod względem artystycznym synagog na terytorium Łotwy.

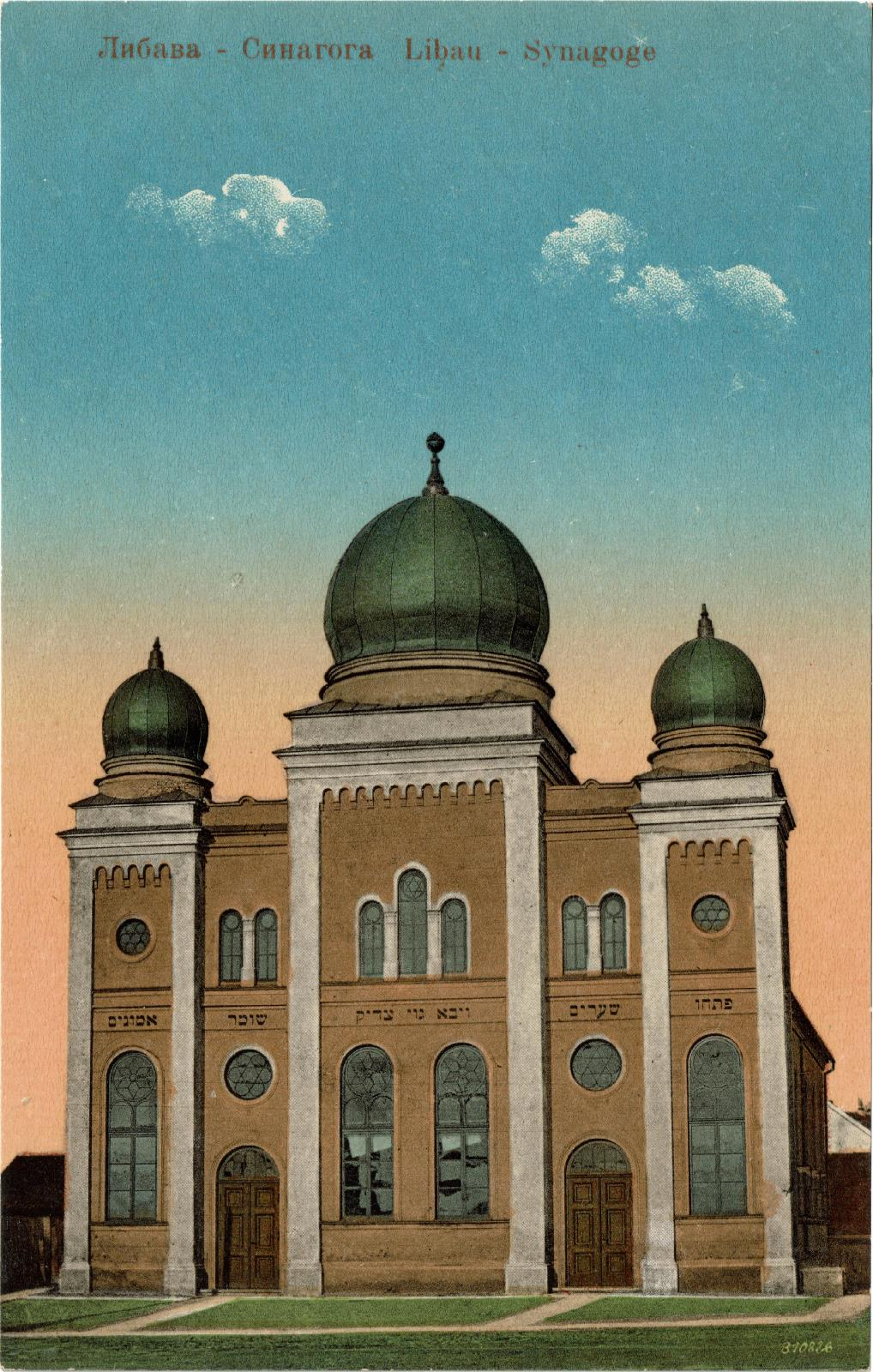
Pocztówka z synagogą.

Charakterystycznym elementem architektonicznym synagogi były trzy kopuły zlokalizowane w zachodniej części budynku. Ze względu na walory architektoniczne obiekt był często przedstawiany na pocztówkach oraz uznawany był za jeden z najważniejszych punktów sakralnych miasta. Synagoga stanowiła również atrakcję turystyczną.
Budowa synagogi wywołała kontrowersje w części środowisk żydowskich, szczególnie wśród przedstawicieli nurtu ortodoksyjnego. Gaon Elijahu Liders, rabin Żagor i Kuldygi, wydał zakaz odprawiania modlitw w nowej świątyni. Głównym powodem sprzeciwu był kształt kopuły z umieszczoną na niej gwiazdą Dawida, która z daleka miała przypominać krzyż chrześcijański. Dodatkowe zastrzeżenia dotyczyły usytuowania bimy obok aron ha-kodesz oraz zbyt niskiej przegrody oddzielającej część przeznaczoną dla kobiet, co naruszało tradycyjny porządek liturgiczny. W konsekwencji zakazu synagoga pozostawała nieużywana przez trzy lata, a minjan społeczności niemieckich Żydów w Lipawie był zagrożony rozwiązaniem. Według relacji z tamtego okresu oferowano nawet wynagrodzenie handlarzom targowym za uczestnictwo w modlitwach, jednak bezskutecznie.
Sytuacja została rozwiązana w 1876 roku dzięki interwencji ortodoksyjnych rabinów z Litwy – Gilela i Elijahu. Na ich wniosek usunięto gwiazdę Dawida z kopuły, przemieszczono bimę do centralnej części synagogi oraz podwyższono przegrodę oddzielającą część dla kobiet. Te modyfikacje umożliwiły osiągnięcie porozumienia i ostateczne dopuszczenie synagogi do użytku liturgicznego.
Synagoga funkcjonowała jako świątynia chóralna, w której działał profesjonalny chór kantorów oraz chór chłopięcy towarzyszący nabożeństwom i obchodom świąt religijnych. Uroczystości liturgiczne przyciągały licznych uczestników różnych wyznań i narodowości. W synagodze występowali znani kantorzy europejscy, między innymi Mosze Kusewicki oraz Abraham Mihelson. W okresie świąt religijnych synagoga przyciągała zwiększoną liczbę uczestników. Pełniła również funkcję muzycznego hederu – szkoły muzycznej dla chłopców.

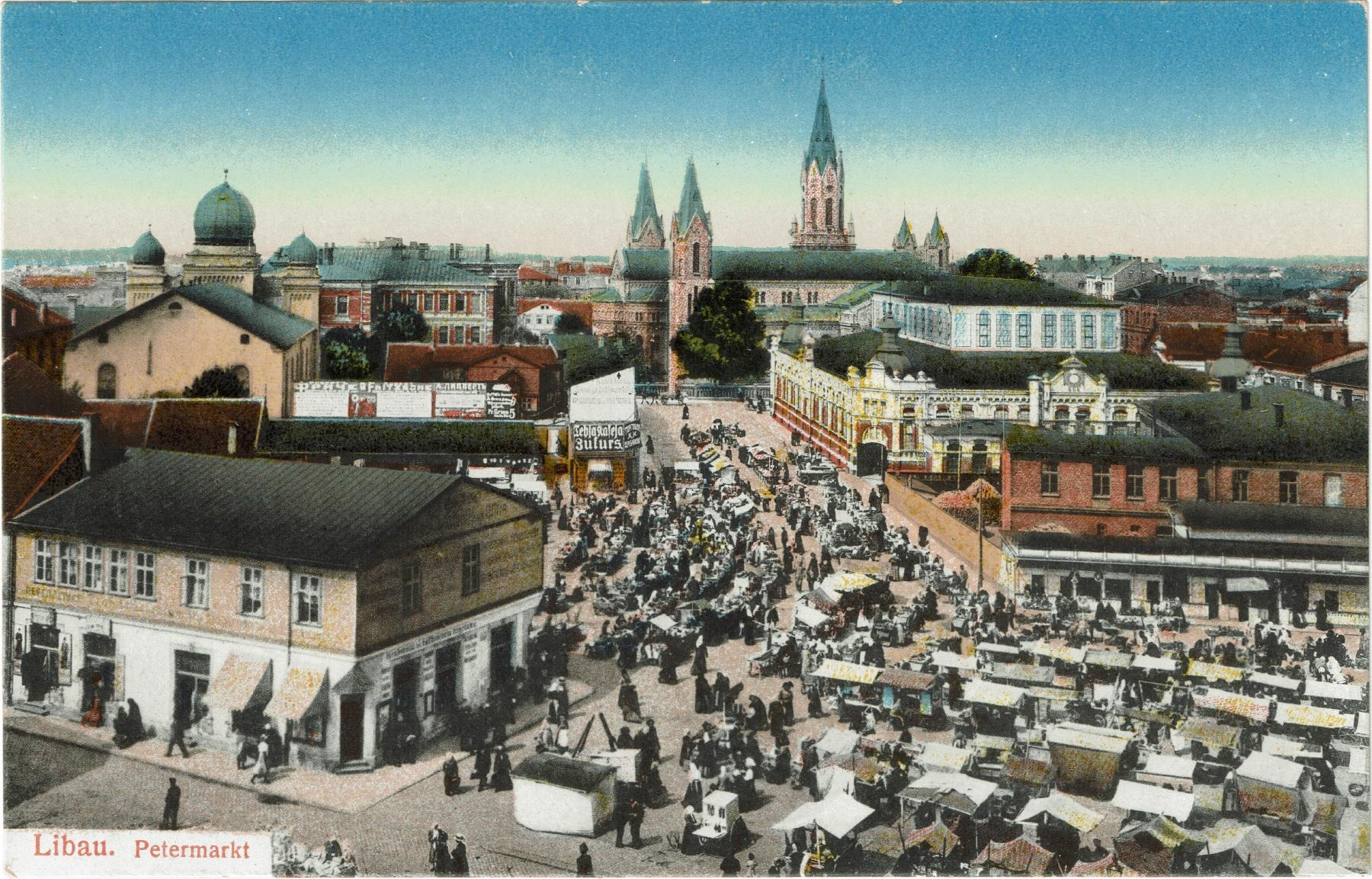
Centrum Lipawy z widocznym tyłem synagogi po lewej stronie.

### Zniszczenie
Podczas niemieckiej okupacji Łotwy w II wojnie światowej Wielka Synagoga była jedyną żydowską świątynią w Lipawie, która początkowo uniknęła zniszczenia. Pozostałe synagogi miasta zostały zburzone na początku wojny zgodnie z nazistowskim planem likwidacji śladów obecności żydowskiej. W lipcu 1941 roku władze okupacyjne wydały nakaz rozbiórki synagogi. Ze względu na centralne usytuowanie budynku w mieście zrezygnowano z jego wysadzenia w obawie o inne zabudowania. Do prac rozbiórkowych przymuszono miejscową ludność żydowską.
Podczas rozbiórki synagoga została splądrowana, a zwoje Tory rozwinięto i publicznie profanowano na placu przed budynkiem straży pożarnej. Według relacji ocalałego Kalmansa Linkemersa, które opisał w swoim dzienniku, brodatych Żydów zmuszano do zakładania talitów i trzymania zwojów Tory, a następnie do poruszania się wokół nich i wykrzykiwania bluźnierczych słów na temat swojego Boga. Szef miejscowego Sicherheitsdienst, V. Kīglers, deptał po zwojach, a zgromadzeni Żydzi musieli obserwować tę profanację.

### Współczesność
Po wojnie na miejscu dawnej synagogi wzniesiono budynek mieszkalny. W 2014 roku, w miejscu, gdzie wcześniej znajdowała się Wielka Synagoga, odsłonięto tablicę pamiątkową autorstwa łotewskiego artysty Raimondsa Gabaliņša. Znajdował się tam również miniaturowy model budynku, który 16 grudnia 2014 roku został zamieniony na nowy, wykonany z brązu.